# HD59843
HD59843 — хімічно пекулярна зоря спектрального класу
A9 й має видиму зоряну величину в смузі V приблизно 10,5.

## Пекулярний хімічний склад
Зоряна атмосфера HD59843 має підвищений вміст 
Eu
.